# Rábaszentmiklós
Rábaszentmiklós – wieś i gmina w północno-zachodniej części Węgier, w pobliżu miasta Tét.
Miejscowość leży na obszarze Małej Niziny Węgierskiej, administracyjnie należy do powiatu Tét, wchodzącego w skład komitatu Győr-Moson-Sopron. Gmina liczy 127 mieszkańców (2009) i zajmuje obszar 5,01 km².